# Harry Halbreich
Œuvres principales
Livres et biographies
Pour les articles homonymes, voir Halbreich.
Harry Halbreich est un musicologue belge, né à Berlin le 9 février 1931 et mort à Uccle le 27 juin 2016.

## Biographie
Harry Halbreich étudie dans la classe d'Arthur Honegger, puis dans celle d'Olivier Messiaen au Conservatoire national supérieur de musique de Paris. Il devient professeur d'analyse musicale au Conservatoire royal de Mons. 
Il se fait connaître pour ses écrits (livres, articles, livrets, entretiens) sur la musique moderne et contemporaine. On lui doit des ouvrages sur Olivier Messiaen, Albéric Magnard, Claude Debussy, Arthur Honegger et Bohuslav Martinů. Pour ces deux derniers il conçoit un catalogue complet de leurs œuvres et aide à l'initiative de concerts et enregistrements. Ainsi il assiste Nicolas Bacri pour l'orchestration de l'opéra La Mort de Sainte Alméenne écrit en 1918 par Honegger pour voix et piano, et dont la création a eu lieu le 26 novembre 2005 à Utrecht, à l'occasion du cinquantenaire de la mort du compositeur. Des entretiens à la radio suisse ainsi qu'à la RTBF (Belgique), des tournées internationales de conférences et de colloques en Europe, aux États-Unis, au Canada et au Japon contribuent à faire connaître sa pensée musicale souvent à contre-courant des modes et des tendances, et néanmoins fondée sur une érudition encyclopédique. 
Il se passionne pour la musique de son temps et écrit entretiens et articles à propos de Iannis Xenakis, Giacinto Scelsi, György Ligeti, Edgard Varèse, Maurice Ohana et Luigi Nono mais s'intéresse aussi à la musique de Johann Sebastian Bach, Francisco Guerrero, Marc-Antoine Charpentier, Jean-Marie Leclair, Jan Dismas Zelenka. Anton Bruckner, Johannes Brahms, Jean Sibelius.
Il est membre du comité de rédaction de Crescendo, magazine musical belge créé par Bernadette Beyne et Michelle Debra en 1993 consacré à la musique classique. Il y apporte de nombreuses contributions dont des séries et des dossiers consacrés à la musique de tous les temps auxquels s'ajoutent de très nombreuses critiques de disques.   
Il est le père de trois enfants dont l'aîné est le peintre Frédéric Halbreich.

## Distinctions
- Officier de l'ordre des Arts et des Lettres

## Publications

### Monographies
- Albéric Magnard, en collaboration avec Simon-Pierre Perret, Fayard, 2001.  (ISBN 2-213608466)
- Arthur Honegger : un musicien dans la cité des hommes, Paris, Fayard, coll. « Bibliothèque des grands musiciens », 1992, 816 p. (ISBN 2-213028370, OCLC 1120655766, BNF 35507881).
- L'Œuvre d'Arthur Honegger : Chronologie, catalogue raisonné, analyses, discographie, Honoré Champion, 1994.  (ISBN 2-852032821)
- Arthur Honegger : album, dans la série Les grands Suisses, Slatkine, Genève, 1995.
- Bohuslav Martinů, 2e édition revue et augmentée, Schott Music, Mainz, 2007.  (ISBN 978-3-7957-0565-7)
- Debussy, sa vie et sa pensée, en collaboration avec Edward Lockspeiser, Fayard, 1989.  (ISBN 2-213024189)
- L'Œuvre d'Olivier Messiaen, Fayard, Paris, 2008.  (ISBN 978-2-213-636474)

### Ouvrages collectifs
- Guide de la musique sacrée de Bach à nos jours, Guide de la musique pour piano, Guide de la musique de chambre, sous la direction de François-René Tranchefort.
- Le Livre d'or de l'Orgue français, avec Gilles Cantagrel, Calliope - Marval, 1976.
- Musiciens de France, la génération des grands symphonistes, sous la direction de Paul-Gilbert Langevin, La Revue Musicale, 1979.
- Musiciens d'Europe, figures du renouveau ethnoromantique, sous la direction de Paul-Gilbert Langevin, La Revue Musicale,  1986.
- Charles-Valentin Alkan (« La musique de chambre »), sous la direction de Brigitte François-Sappey, Fayard, 1991.
- Crescendo nos 1 à 97[3].
- Entretiens avec Edgard Varèse, avec Georges Charbonnier, éditeur Pierre Belfond, 1970, 169 pages (OCLC 356531).